# William H. Abendroth
William H. Abendroth (24. prosinca 1895. – 3. rujna 1970.) bio je američki general bojnik koji je služio kao direktor Vojne državne straže SAD-a te kao direktor državne straže Washingtona.

## Drugi svjetski rat
Abendroth je pozvan u aktivnu službu na početku Drugog svjetskog rata. Pridružio se IX. korpusu, u kojem je postavljen za zapovjednika časničke škole. Služio je na Havajima, Filipinima i Japanu.

## Umirovljenje i smrt
U mirovini, Abendroth je živio u gradiću Falls Church u Virginiji. Preminuo je u bolnici Walter Reed u Washingtonu 3. rujna 1970. godine. Abendroth je pokopan na Nacionalnom groblju Arlington.